# Sally Morgan
Sally Jane Morgan (Perth, 18 gennaio 1951) è una scrittrice e illustratrice australiana aborigena.
La sua opera più celebre, La mia Australia (My Place, 1987) è un romanzo autobiografico in cui narra la propria vita e quella di altri membri della sua famiglia. Il romanzo ha venduto più di mezzo milione di copie in Australia, è stato tradotto in numerose lingue, e ha vinto diversi premi letterari. Morgan ha anche scritto e illustrato numerosi libri per bambini.